# Гетто в Усвятах
Гетто в Усвя́тах (июль 1941 — январь 1942) — еврейское гетто, место принудительного переселения евреев посёлка Усвяты Псковской области в процессе преследования и уничтожения евреев во время оккупации территории России войсками нацистской Германии в период Второй мировой войны.

## Оккупация Усвят и создание гетто
По переписи населения СССР 1939 года еврейское население Усвят составляло 136 человек (5,5 % от всего населения). 
Немецкие войска заняли посёлок 13 июля 1941 года.
Всех евреев старше 13 лет под страхом смерти обязали носить нарукавную повязку с желтой шестиконечной звездой. Вскоре нацисты, реализуя гитлеровскую программу уничтожения евреев, организовали в местечке гетто. Всех евреев согнали на окраину Усвят, к озеру, на территорию между улицами Малая Набережная, Горького, Гвардейская и 25 лет Октября, обнеся её колючей проволокой. Кроме еврейских жителей Усвят, в гетто также оказались несколько десятков евреев, пытавшихся эвакуироваться из разных районов Белоруссии, и небольшое число жителей соседних населенных пунктов Усвятского района. По оценочным данным, всего в Усвятском гетто содержалось около 550 евреев.

## Условия в гетто
Еду евреи не получали, и приходилось выменивать продукты на вещи или просто побираться. Зимой 1941 года, когда морозы доходили до 35 градусов, в гетто нечем было топить печи, потому что немцы не разрешали евреям заготавливать дрова.
Немцы безнаказанно грабили и убивали узников гетто. Например, по воспоминаниям свидетеля: «одна еврейская семья перед переселением в гетто сбежала в лес, но не смогла там выжить, а местные не помогали, и они были вынуждены вернуться обратно в Усвяты. Нацисты и полицаи схватили их и вывели в поле. Мальчик просил полицая: „Дяденька, не убивайте меня“, но тот в ответ ударил ребёнка со всей силы сапогом в живот, а потом застрелил взрослых. Была в гетто еврейка с двумя детьми, 15 и 10 лет. Старший пошел на поле, а младший прятался под печкой. Первого немцы увидели в поле и застрелили, мать побежала обратно, надеясь спасти второго. А младший сын испугался и выскочил из дома, но в этот момент его увидел проходящий мимо немец и застрелил».
Взрослых евреев немцы гоняли на изнуряющие и большей частью бесполезные работы — например, заставляли перетаскивать тяжёлые брёвна с места на место.

## Уничтожение гетто
Для устрашения немцы часто устраивали показательные казни. В первых числах ноябре 1941 года расстреляли четырёх человек, в том числе Хаима Михайловича Сандлера, который исполнял функции руководителя гетто.
В ночь на 6 ноября несколько молодых евреев гетто во главе с комсомольцем Генкиным сумели сбежать, убив охранника и тяжело ранив другого. Они влились в партизанский отряд под командованием батальонного комиссара П. В. Протасова. После этого 9 ноября 1941 года карательный отряд оцепил гетто, были выставлены пулеметы, и полицаи никого не выпускали. Затем узников вывели на поле, оставили мужчин и молодых женщин без детей, а остальных загнали обратно в гетто. Мужчин и молодых женщин расстреляли. Старикам и женщинам приказали долбить замёрзшую землю и закопать убитых. По документам было убито 343 еврея, но по воспоминаниям свидетелей их было больше.
Всего в Усвятском гетто были убиты около 400 евреев.

## Случаи спасения
После разгрома немецких войск под Москвой в декабре 1941 года линия фронта начала стремительно продвигаться к Усвятскому району. 29 января 1942 года Красная армия освободила Усвяты. Оставшиеся в живых узники гетто — около 100 евреев — были освобождены. Многим пришлось эвакуироваться, так как существовала опасность повторной немецкой оккупации местечка, и более года после этого линия фронта проходила по территории Усвятского района. Это был единственный случай на территории бывшего СССР, когда Красная армия сумела освободить еврейское гетто с частью еще живых узников.
Евреи местечка Усвяты воевали в нескольких партизанских соединениях Белоруссии, Псковской и Калининских областей. В частности, в отряде им. Чкалова было несколько евреев из Усвят. Почти все из них погибли в 1941—1942 годах. В живых остался только М. Цейтлин из 1-й Белорусской партизанской бригады Миная Шмырёва, награждённый в 1944 году орденом Красного Знамени.

## Память
После войны в Усвятах проживало несколько еврейских семей. По воспоминаниям бывших жителей Усвят, до 1948 года по субботам собирался миньян в частном доме Моисея Залмановича Эпштейна. Летом еврейское население Усвят увеличивалось, приезжали в гости родственники из Ленинграда и других городов Советского Союза. В 1950-60 годах главным врачом Усвятской районной больницы был Михаил Абрамович Брук (умер в 1973 году). К 2014 году в Усвятах живёт семья Сандлеров — коренных жителей.
В Усвятах на одной из улиц бывшего гетто и на кладбище установлены памятники евреям — жертвам геноцида евреев.